# PRSS42
PRSS42 (англ. Protease, serine 42) – білок, який кодується однойменним геном, розташованим у людей на 3-й хромосомі. Довжина поліпептидного ланцюга білка становить 293 амінокислот, а молекулярна маса — 32 006.
| 10         |  | 20         |  | 30         |  | 40         |  | 50         |
| ---------- |  | ---------- |  | ---------- |  | ---------- |  | ---------- |
| MSSGGGSRGL |  | LAWLLLLQPW |  | PGQNWAGMAA |  | PRLPSPLLSE |  | EGGENPEASP |
| APGPEAGPPL |  | NLFTSFPGDS |  | LLCGRTPLRI |  | VGGVDAEEGR |  | WPWQVSVRTK |
| GRHICGGTLV |  | TATWVLTAGH |  | CISSRFHYSV |  | KMGDRSVYNE |  | NTSVVVSVQR |
| AFVHPKFSTV |  | TTIRNDLALL |  | QLQHPVNFTS |  | NIQPICIPQE |  | NFQVEGRTRC |
| WVTGWGKTPE |  | REKLASEILQ |  | DVDQYIMCYE |  | ECNKIIQKAL |  | SSTKDVIIKG |
| MVCGYKEQGK |  | DSCQGDSGGR |  | LACEYNDTWV |  | QVGIVSWGIG |  | CGR        |

A: Аланін

C: Цистеїн

D: Аспарагінова кислота

E: Глутамінова кислота

F: Фенілаланін

G: Гліцин

H: Гістидин

I: Ізолейцин

K: Лізин

L: Лейцин

M: Метіонін

N: Аспарагін

P: Пролін

Q: Глутамін

R: Аргінін

S: Серин

T: Треонін

V: Валін

W: Триптофан

Кодований геном білок за функціями належить до гідролаз, протеаз, серинових протеаз. 
Секретований назовні.